# Phasia agricola
Phasia agricola är en tvåvingeart som beskrevs av Robineau-desvoidy 1863. Phasia agricola ingår i släktet Phasia och familjen parasitflugor.
Artens utbredningsområde är Frankrike. Inga underarter finns listade i Catalogue of Life.